# Едгар Іє
Едгар Іє (порт. Edgar Ié, нар. 1 травня 1994, Бісау) — португальський футболіст гвінея-бісауського походження, захисник клубу «Істанбул Башакшехір».

## Клубна кар'єра
Народився 1 травня 1994 року в місті Бісау. Розпочав займатись футболом на батьківщині у клубі  «Інтер» з рідного міста. 2007 року перебрався до Португалії, де один сезон провів у академії «Оейраша», після чого продовжив навчання в академії «Спортінга», завершивши її влітку 2012 року.
У дорослому футболі дебютував 2012 року виступами за команду «Барселона Б» з Сегунди, в якій провів три сезони, взявши участь у 48 матчах чемпіонату. Проте через травми основним гравцем був лише в останньому сезоні. За основну команду «Барселони» провів лише один матч, 3 грудня 2014 року змінивши Жеремі Матьє на 63 хвилині матчу 1/16 фіналу Кубка Іспанії проти «Уески» (4:0). В підсумку каталонці виграли той турнір і Іє виграв свій перший трофей на дорослому рівні.
Влітку 2015 року став виступати за команду «Вільярреал Б» з Сегунди Б. Відтоді встиг відіграти за команду дублерів «Вільярреала» 15 матчів в національному чемпіонаті.

## Виступи за збірні
2012 року дебютував у складі юнацької збірної Португалії, взяв участь у 11 іграх на юнацькому рівні, відзначившись 2 забитими голами.
Протягом 2012—2016 років залучався до складу молодіжної збірної Португалії, разом з якою був учасником молодіжного чемпіонату світу 2013 року. На молодіжному рівні зіграв у 19 офіційних матчах, забив 2 голи.
2016 року захищав кольори олімпійської збірної Португалії на Олімпійських іграх 2016 року у Ріо-де-Жанейро.

## Статистика виступів

### Статистика клубних виступів
| Сезон                   | Команда                 | Чемпіонат               | Чемпіонат | Чемпіонат | Національний кубок | Національний кубок | Національний кубок | Континентальні кубки | Континентальні кубки | Континентальні кубки | Інші змагання | Інші змагання | Інші змагання | Усього | Усього |
| Сезон                   | Команда                 | Ліга                    | Ігор      | Голів     | Ліга               | Ігор               | Голів              | Ліга                 | Ігор                 | Голів                | Ліга          | Ігор          | Голів         | Ігор   | Голів  |
| ----------------------- | ----------------------- | ----------------------- | --------- | --------- | ------------------ | ------------------ | ------------------ | -------------------- | -------------------- | -------------------- | ------------- | ------------- | ------------- | ------ | ------ |
| 2012–13                 | «Барселона Б»           | СД                      | 6         | 0         | -                  | -                  | -                  | -                    | -                    | -                    | -             | -             | -             | 6      | 0      |
| 2013–14                 | «Барселона Б»           | СД                      | 13        | 0         | -                  | -                  | -                  | -                    | -                    | -                    | -             | -             | -             | 13     | 0      |
| 2014–15                 | «Барселона Б»           | СД                      | 29        | 0         | -                  | -                  | -                  | -                    | -                    | -                    | -             | -             | -             | 29     | 0      |
| Усього за «Барселону Б» | Усього за «Барселону Б» | Усього за «Барселону Б» | 48        | 0         |                    | -                  | -                  |                      | -                    | -                    |               | -             | -             | 48     | 0      |
| 2014–15                 | «Барселона»             | ПД                      | 0         | 0         | КІ                 | 1                  | 0                  | ЛЧ                   | 0                    | 0                    | -             | -             | -             | 1      | 0      |
| 2015–16                 | «Вільярреал Б»          | SDB                     | 15+2      | 0+0       | -                  | -                  | -                  | -                    | -                    | -                    | -             | -             | -             | 17     | 0      |
| Усього за кар'єру       | Усього за кар'єру       | Усього за кар'єру       | 65        | 0         |                    | 1                  | 0                  |                      | -                    | -                    |               | -             | -             | 66     | 0      |

### Статистика виступів за збірну
Станом на 15 червня 2023
| Дата       | Місто | Господарі  | Результат | Гості             | Турнір           | Голи | Примітки |
| ---------- | ----- | ---------- | --------- | ----------------- | ---------------- | ---- | -------- |
| 10-11-2017 | Візеу | Португалія | 3 – 0     | Саудівська Аравія | товариський матч | -    | 56'      |
| Усього     |       | Матчів     | 1         |                   | Голів            | 0    |          |

| Дата      | Місто | Господарі           | Результат | Гості        | Турнір                                  | Голи | Примітки |
| --------- | ----- | ------------------- | --------- | ------------ | --------------------------------------- | ---- | -------- |
| 14-6-2023 | Бісау | Сан-Томе і Принсіпі | 0 – 1     | Гвінея-Бісау | Відбір до Кубка африканських націй 2023 | -    | 90+3'    |
| Усього    |       | Матчів              | 1         |              | Голів                                   | 0    |          |

## Титули і досягнення
- Володар Кубка Іспанії з футболу (1):

«Барселона»: 2014–15
- Володар Суперкубка Туреччини (1):

«Трабзонспор»: 2020